# Puruliya (distrikt)
Puruliya (alternativt Purulia) är ett distrikt som är belägen i den västra delen av den indiska delstaten Västbengalen. Det har 2 536 516 invånare (2001) på en yta av 6 259 km². Administrativ huvudort är staden Puruliya.
Under brittisk tid gick området under namnet Manbhum. Talrik adivasibefolkning, särskilt santal. Distriktet ligger i gränslandet mellan Chutia Nagpurs högplatå och det bengaliska låglandet (jfr Sundarban).